# Castrelo (Forcarey)
Castrelo (oficialmente Santa Mariña de Castrelo) es una parroquia española del municipio de Forcarey, perteneciente a la provincia de Pontevedra, en la comunidad autónoma de Galicia.

## Historia
Hacia mediados del siglo XIX, la parroquia, por entonces perteneciente a Cerdedo, tenía contabilizada una población de trescientos habitantes. Aparece descrita en el sexto volumen del Diccionario geográfico-estadístico-histórico de España y sus posesiones de Ultramar de Pascual Madoz con las siguientes palabras:

CASTRELO (Sta. Marina): felig. en la prov. de Pontevedra (5 leg.), part. jud. de Tabeiros (3), dióc. de Santiago (6), ayunt. de Cerdedo (1): sit. á la izq. del r. Lerez en el declive oriental del monte Toomonde: combátenla principalmente los aires del N. y NO.; el clima es templado, y las enfermedades comunes fiebres y pulmonias. Comprende las ald de Barciela, Bieiro, Lerce, Linares, Mamoa y Murada, que reunen 71 casas: escuela de primeras letras frecuentada por escaso número de niños, que pagan al maestro cierta retribucion convenida; y varias fuentes de buenas aguas para el surtido de los vec. La igl.parr. dedicada á Sta. Marina es aneja de la de Parada. Hay tambien en el l. de LInares una ermita con el titulo de San José. Confina el térm. N. Forcarey; E. r. Lerez; S. felig. matriz, y O. con el mencionado cerro de Toomonde. El terreno es quebrado, gredoso y de mediana calidad. Los caminos trasversales y malos: el correo se recibe en Cerdedo tres veces á la semana. prod.: poco trigo, bastante centeno, maiz, patatas, lino y abundanaia de pastos para alimento de ganado vacuno, mular, lanar y cabrio; hay caza de liebres, conejos y perdices y alguna pesca de truchas. ind.: ademas de la agricultura existen 4 molinos harineros, dedicándose tambien los hab. á la canteria y albañileria que ejercen en varios puntos de Galicia. pobl.: 70 vec., 300 alm. contr.: con su ayunt. (V.)
(Madoz, 1847, p. 197)

En la actualidad, pertenece al municipio de Forcarey. En 2023, tenía empadronados 71 habitantes.